# Copa Roca de 1940
A Copa Roca de 1940 foi um torneio de futebol de caráter amistoso disputado entre a Seleção Brasileira e a Seleção Argentina nos dias 5 e 17 de março de 1940. O torneio foi sediado pelo Argentina e foi vencido pela Argentina. Durante o torneio, ocorreu a maior goleada sofrida pelo Brasil contra a Argentina no histórico do confronto. 

## Regulamento
O regulamento previa dois jogos; a equipe com o maior número de vitórias se sagraria campeã. Como os dois jogos terminaram com uma vitória para cada lado, foi feito um terceiro jogo de desempate.

## Jogos
A edição de 1940 da Copa Rocca ocorreu uma semana depois do torneio de 1939 vencido facilmente pela Argentina no Brasil. Hugo Marini, jornalista argentino da Crítica, provocou: "Se perderam em São Paulo, o que poderão fazer aqui os brasileiros?". Antes do jogo, Leônidas da Silva disse ter sentido uma contusão ao realizar uma bicicleta no treino e não disputou a primeira partida. Foi a estreia de Jair Rosa Pinto com a camisa do Brasil. 
Os argentinos venceram por 6 a 1 a primeira partida. Herminio Masantonio roubou de Zarzur e chutou duas vezes para abrir o marcador. 1 a 0. Enrique García cruzou e Carlos Peucelle ampliou. 2 a 0. García centra, Sastre deixa para Peucelle fazer o terceiro. Jair da Rosa Pinto, de falta, diminuiu. 3 a 1. Sastre dribla Florindo e entrega a Peucelle. 4 a 1. García entregou a Baldonedo fazer o quinto. Peruca passa a Masantonio, que dribla Zarzur, e faz o sexto. 
Os brasileiros se recuperaram na segunda partida, disputada na semana seguinte. Leônidas estendeu a Hércules em "condições magníficas". 0 a 1. Segundo O Globo Sportivo, Jair e Romeu voltaram para marcar até à altura da linha média e a zaga melhorou "cem por cento" com Norival no lugar de Jahu. O jornal argentino A Crítica inclusive sugeriu que Romeu deveria sempre jogar recuado. Peucelle cobrou escanteio e Baldonedo em um "sem pulo" empatou a peleja. 1 a 1. Peucelle chutou e Zezé Procópio interceptou com o braço. Masantonio e Baldonedo discutiram para decidir quem bateria o penalti. O capitão Arico Suarez pegou a bola e chutou o penalti para a linha de escanteio, segundo relatos, perdeu de propósito irritado com os companheiros de equipe. A torcida argentina vaiou o lance. Moreno passa a Baldonedo. 2 a 1. Lopes centra e Hercules empata o jogo. 2 a 2. Jair passa a Leônidas que vira o jogo para o Brasil. 2 a 3.
O terceiro jogo ocorreu uma semana depois, em outro domingo, em Avellaneda, com vitória Argentina por 5 a 1. Garcia cruzou e Baldonedo abriu o placar. Jair entregou para Leônidas, que perdeu uma clara chance de gol, que não costumava desperdiçar. Sastre cruzou e Masantonio fez o segundo. O goleiro Jurandyr culpou o sol que não permitia ver as bolas altas lançadas sobre sua meta. O Brasil tentou repetir a tática de empregar Romeu recuado, como um "quarto half back", mas ficou desnorteada com as trocas de posição de Garcia, Peucelle e Sastre. Garcia centrou, Norival desviou e Peucelle apareceu de surpresa para fazer o terceiro. 3 a 0 com apenas 22 minutos de jogo. Lopes centra e Leônidas fuzila para descontar. 3 a 1. Masantonio passa a Baldonedo. 4 a 1. Tabela de Baldonedo e García, Baldonedo encontra Cassan para fechar o placar. 5 a 1. 

## Sede
As três partidas ocorreram na Argentina. As duas primeiras no Estádio El Gasómetro em Buenos Aires, a terceira no Estádio Almirante Cordero em Avellaneda.

## Detalhes

### Primeiro jogo
| 5 de março de 1940 | Argentina           | 6 – 1     | Brasil                                                                         | Estádio El Gasómetro, Buenos Aires            |
|                    | Jair Rosa Pinto 61' | Relatório | Herminio Masantonio 9' 34' · Carlos Peucelle 20', 20', · Emilio Baldonedo 34', | Público: 30 000 Árbitro: ARG Bartolomé Macias |

| G               | Aymoré Moreira  |
| D               | Jahu            |
| D               | Florindo        |
| M               | Zezé Procópio   |
| M               | Zarzur          |
| M               | Argemiro        |
| M               | Lopes           |
| M               | Romeu           |
| A               | Carvalho Leite  |
| A               | Jair Rosa Pinto |
| A               | Carreiro        |
| Treinador:      |                 |
| Jayme Barcellos |                 |

| G                 | Sebastián Gualco    |
| D                 | José Salomón        |
| D                 | Víctor Valussi      |
| M                 | Manuel Aragüez      |
| M                 | Ángel Perucca       |
| M                 | Perico Suárez       |
| M                 | Carlos Peucelle     |
| M                 | Antonio Sastre      |
| A                 | Herminio Masantonio |
| A                 | Emilio Baldonedo    |
| A                 | Enrique García      |
| Treinador:        |                     |
| Guillermo Stábile |                     |

### Segundo jogo
| 10 de março de 1940 | Argentina                                          | 2 – 3     | Brasil                    | Estádio El Gasómetro, Buenos Aires            |
|                     | Hércules de Miranda 9' 61' · Leônidas da Silva 61' | Relatório | Emilio Baldonedo 34' 64', | Público: 30 000 Árbitro: ARG Bartolomé Macias |

| G               | Nascimento          |
| D               | Norival             |
| D               | Florindo            |
| M               | Zezé Procópio       |
| M               | Zarzur              |
| M               | Argemiro            |
| M               | Lelé                |
| M               | Romeu               |
| A               | Hércules de Miranda |
| A               | Jair Rosa Pinto     |
| A               | Leônidas da Silva   |
| Treinador:      |                     |
| Jayme Barcellos |                     |

| G                 | Sebastián Gualco    |
| D                 | José Salomón        |
| D                 | Víctor Valussi      |
| M                 | Manuel Aragüez      |
| M                 | Ángel Perucca       |
| M                 | Perico Suárez       |
| M                 | Carlos Peucelle     |
| M                 | José Manuel Moreno  |
| A                 | Herminio Masantonio |
| A                 | Emilio Baldonedo    |
| A                 | Enrique García      |
| Treinador:        |                     |
| Guillermo Stábile |                     |

### Terceiro jogo
| 10 de março de 1940 | Argentina             | 5 – 1     | Brasil                                                                                    | Estádio El Gasómetro, Buenos Aires            |
|                     | Leônidas da Silva 61' | Relatório | Emilio Baldonedo 34' · Herminio Masantonio 9' · Carlos Peucelle 20', · , Fabio Cassán 34' | Público: 30 000 Árbitro: ARG Bartolomé Macias |

| G               | Jurandyr          |
| D               | Norival           |
| D               | Florindo          |
| M               | Zezé Procópio     |
| M               | Zarzur            |
| M               | Argemiro          |
| M               | Lopes             |
| M               | Romeu             |
| A               | Carreiro          |
| A               | Jair Rosa Pinto   |
| A               | Leônidas da Silva |
| Treinador:      |                   |
| Jayme Barcellos |                   |

| G                 | Sebastián Gualco    |
| D                 | José Salomón        |
| D                 | Víctor Valussi      |
| M                 | Manuel Aragüez      |
| M                 | Raúl Leguizamón     |
| M                 | Perico Suárez       |
| M                 | Carlos Peucelle     |
| M                 | Antonio Sastre      |
| A                 | Herminio Masantonio |
| A                 | Emilio Baldonedo    |
| A                 | Enrique García      |
| Treinador:        |                     |
| Guillermo Stábile |                     |

## Premiação
| Copa Roca de 1940            |
| Argentina                    |
| ---------------------------- |
| ARGENTINA Campeã (2º título) |

## Artilharia
| 5 gols (1) - Emilio Baldonedo 4 gols (1) - Carlos Peucelle 3 gols (1) - Herminio Masantonio 2 gols (2) - Hércules de Miranda - Leônidas da Silva | 1 gol (2) - ARG Fabio Cassán - BRA Jair Rosa Pinto |